# 王家村 (章丘市)
王家村，中华人民共和国山东省济南市章丘市高官寨镇所辖的一个行政村。全行政村人口74户、276人。耕地面积586亩。行政区划代码370181114226。